# ألان وليامز
ألان وليامز (بالإنجليزية: Alan Williams)‏ (3 يونيو 1938 برستل المملكة المتحدة - 18 مايو 2017) هو لاعب كرة قدم بريطاني سابق كان يلعب كمدافع.